# Савенко Андрій Олексійович
Андрі́й Олексі́йович Саве́нко — солдат Збройних сил України, учасник російсько-української війни.

## З життєпису
Розвідник-радист групи спеціального призначення.
Брав участь у визволенні Слов'янська й Торецька.
У часі боїв з колоною терористів біля Первомайська під обстрілом особисто здійснював прикриття групи спецпризначення й забезпечував евакуацію.

## Нагороди
За особисту мужність і героїзм, виявлені у захисті державного суверенітету та територіальної цілісності України, вірність військовій присязі під час російсько-української війни
- нагороджений орденом «За мужність» III ступеня (26.2.2015).